# Sulpícia (gente)
A gente Sulpícia (em latim: Sulpicius; pl. Sulpicii) era uma das mais antigas gentes patrícias da Roma Antiga e produziu alguns dos mais destacados magistrados romanos, da fundação da República até o período imperial. O primeiro membro da gente a chegar ao consulado foi Sérvio Sulpício Camerino Cornuto, em 500 a.C., apenas nove anos depois da expulsão dos Tarquínios, e o último a aparecer nos Fastos Consulares foi Sexto Sulpício Tértulo, em 158 d.C.. Embora originalmente patrícia, a gente também tinha famílias plebeias, alguns dos quais possivelmente descendentes de libertos da gente.

## Prenomes
Os Sulpícios empregavam regularmente apenas quatro prenomes ("praenomina"): Públio, Sérvio, Quinto e Caio. O único outro prenome utilizado na época republicana foi Marco, conhecido apenas no caso do pai de Caio Sulpício Pético, cônsul por cinco vezes no século IV a.C.. O último cônsul da gente, no século II, chamava-se Sexto, um prenome desconhecido até então nesta gente.

## Ramos e cognomes
Durante o período republicano, diversas famílias (ramos) da gente Sulpícia eram identificados pelos numerosos cognomes (em latim: cognomina), incluindo Camerino ("Camerinus"), Cornuto ("Cornutus"), Galba, Galo ("Gallus"), Longo ("Longus"), Patérculo ("Paterculus"), Pético ("Peticus"), Pretextato ("Praetextatus"), Quirino ("Quirinus"), Rufo ("Rufus") e Saverrião ("Saverrio"). Além destes, existem ainda outros cognomes pertencentes às famílias plebeias ou a famílias do período imperial. Em moedas, apenas quatro foram encontrados: Galba, Platorino ("Platorinus"), Proclo ("Proclus") e Rufo.
"Camerino" era o cognome de uma antiga família da gente Sulpícia provavelmente derivado da antiga cidade de Cameria, no Lácio. Muitos dos membros ostentavam ainda o agnome "Cornuto", derivado de um adjetivo latino que significa "chifrudo". Os Camerinos frequentemente ocuparam os postos mais altos do estado nos primeiros anos da República, mas, depois de 345 a.C., quando Sérvio Sulpício Camerino Rufo foi cônsul, a família desapareceu completamente dos registros por quase 400 anos, quando Quinto Sulpício Camerino foi eleito cônsul em 9 d.C.. A família era reconhecida como uma das nobres de Roma nos primeiros anos da República.
Os Pretextatos apareceram na segunda metade do século V a.C. e parece ter sido uma família pequena, descendente dos Camerinos. Seu nome provavelmente era uma derivação de vários significados relacionados. "Praetextus" geralmente era uma referência a roupas com uma barra decorativa, especialmente a toga pretexta, uma toga com uma barra púrpura vestida pelos jovens e magistrados. Algo escondido ou velado também podia ser descrito como "praetextatus".
Os Longos floresceram durante o século IV a.C., da época do saque gaulês de Roma, em 390/387 a.C., até as Guerras Samnitas. É provável que o cognome, que significa "alto" ou "longo", tenha sido dado a um ancestral da família que era particularmente alto.
O cognome Rufo, que significa "vermelho", provavelmente era uma referência à cor do cabelo de um dos Sulpícios e é possível que tenha sido dado ao fundador de um ramo cadete dos Camerinos, uma vez que ambos os cognomes foram novamente reunidos em Sérvio Sulpício Camerino Rufo, o cônsul em 345 a.C.
"Galo" era o cognome de uma família dos séculos III e II a.C. e pode ser uma referência a um galo ou aos gauleses. O maior expoente desta família, Caio Sulpício Galo, foi um vitorioso general e um grande estadista que se destacou também como acadêmico e orador. Era muito admirado por Cícero.
Os Galbas apareceram pela primeira vez nos registros durante a Segunda Guerra Púnica e permaneceram em destaque até o século I, quando Sérvio Sulpício Galba tomou para si o título de imperador romano. O cognome pode compartilhar uma raiz com o adjetivo "galbinus", a cor amarelo-esverdeado, embora o significado exato para a família Sulpícia seja incerto.

## Membros

### Sulpícios Camerinos
- Sérvio Sulpício Camerino Cornuto, cônsul em 500 a.C.[4][5][6][7]
- Quinto Sulpício Camerino Cornuto, cônsul em 490 a.C. e um dos embaixadores enviados para interceder junto a Coriolano.[8]
- Sérvio Sulpício Camerino Cornuto, cônsul em 461 a.C. e um dos decênviros de 451 a.C..
- Quinto Sulpício Camerino Cornuto, tribuno consular em 402 and 398 a.C..
- Sérvio Sulpício Camerino, cônsul sufecto em 393 a.C. e tribuno consular em 391 a.C..
- Caio Sulpício Camerino, tribuno consular em 382 e censor em 380 a.C., renunciou ao cargo depois da morte de seu colega.[9][10]
- Sérvio Sulpício Camerino Rufo, cônsul em 345 a.C.[11][12]
- Quinto Sulpício Camerino, cônsul em 9.
- Quinto Sulpício Camerino Pético, procônsul da África proconsular, cônsul em 46 e acusado de extorsão em 59 e logo depois executado por ordem de Nero.[13][14][15]

### Sulpícios Praetextatos
- Quinto Sulpício Camerino Pretextato, tribuno consular em 434 a.C.[16][17]
- Sérvio Sulpício Pretextato, tribuno consular em 377, 376, 370 e 368 a.C., por vezes confundido com seu parente Sérvio Sulpício Rufo.[18][19]
- Sulpícia Pretextata, esposa de Marco Licínio Crasso Frúgio, cônsul em 64, executado entre 66 e 68 por Nero.[20]

### Sulpícios Péticos
- Caio Sulpício Pético, censor em 366 a.C., cônsul em 364, 361, 355, 353 e 351 a.C. e ditador em 358 a.C..

### Sulpícios Longos
- Quinto Sulpício Longo, tribuno consular em 390 a.C., negociou com Breno e convenceu-o a abandonar Roma.
- Caio Sulpício Longo, cônsul em 337, 323 e 314 a.C. e ditador em 312 a.C., triunfou sobre os samnitas.

### Sulpícios Rufo
- Sérvio Sulpício Rufo, tribuno consular em 388, 384 e 383 a.C.[21]
- Públio Sulpício Rufo, tribuno da plebe em 88 a.C., um grande orador e, posteriormente, aliado de Caio Mário.
- Sérvio Sulpício Rufo, cônsul em 51 a.C., um eminente jurista e contemporâneo de Cícero.
- Sulpícia, filha do cônsul em 51 a.C., esposa de Lúcio Cornélio Lêntulo Cruscélio, proscrito pelos triúnviros em 43 a.C.. Seguiu com o marido até a Sicília, contra a vontade de sua mãe, Júlia.[22][23]
- Públio Sulpício Rufo, pretor em 48 a.C., um antigo legado de Júlio César nas Guerras Gálicas e em sua campanha na Hispânia.
- Sérvio Sulpício Rufo, aliado de César, mencionado com frequência por Cícero.[24]
- Sulpício Rufo, procurador dos jogos romanos, assassinado pelo imperador Cláudio por saber do casamento de Caio Sílio e Valéria Messalina.

### Sulpícios Saverriões
- Públio Sulpício Saverrião, cônsul em 304 e censor em 299 a.C., triunfou sobre os samnitas.
- Públio Sulpício Saverrião, cônsul em 279 a.C., durante a Guerra Pírrica.

### Sulpícios Patérculos
- Caio Sulpício Patérculo, cônsul em 258 a.C., durante a Primeira Guerra Púnica, triunfou sobre os cartagineses na Sicília.
- Sulpícia, casada com Quinto Fúlvio Flaco e tida como a mulher mais casta de Roma, escolhida para dedicar o Templo de Vênus Vesticórdia em 113 a.C..

### Sulpícios Galos
- Caio Sulpício Galo, cônsul em 243 a.C.[25][26]
- Caio Sulpício Galo, um grande acadêmico; como cônsul, em 166 a.C., trinfou sobre os lígures.[25][27]
- Quinto Sulpício Galo, morreu muito jovem e sua morte foi suportada por seu pai com grande bravura segundo Cícero.[28]
- Galo Sulpício, cônsul sufecto em 4 a.C.. Acredita-se ser um descendente do cônsul em 166 a.C..
- G alo Sulpício, filho do cônsul sufecto em 4 a.C., foi triúnviro monetário em 5 a.C..

### Sulpícios Galbas
- Públio Sulpício Galba Máximo, cônsul em 211 e 200 a.C.; ditador em 203 a.C..
- Sérvio Sulpício Galba, edil curul em 208 a.C. e pontífice em algum momento depois, no lugar de Fábio Máximo.
- Caio Sulpício Galba, eleito pontífice em 201 a.C. no lugar de Tito Mânlio Torquato, mas morreu antes de 198 a.C.[29]
- Sérvio Sulpício Galba, pretor urbano em 187 a.C..
- Caio Sulpício Galba, pretor urbano em 171 a.C.[30]
- Sérvio Sulpício Galba, cônsul em 144 a.C., um notável orador, processado por suas atrocidades contra os lusitanos em 150 a.C..
- Sérvio Sulpício Galba, cônsul em 108 a.C..
- Caio Sulpício Galba, questor em 120 a.C. e pontífice depois, condenado pela lex Mamilia de 110 a.C..
- Públio Sulpício Galba, nomeado um dos juízes no caso de Caio Verres, em 70 a.C., foi pontífice e áugure.
- Sérvio Sulpício Galba, pretor urbano em 54 a.C. e amigo de Júlio César; é possível que tenha sido um de seus assassinos.
- Sulpício Galba, um historiador menor e avô do imperador Galba; foi pretor, mas em ano incerto.[31]
- Caio Sulpício Galba, cônsul sufecto em 5 a.C.[32]
- Caio Sulpício Galba, cônsul em 22, pai do imperador Galba.
- Caio Sulpício Galba, irmão do imperador Galba.[1][31]
- Sérvio Sulpício Galba, cônsul em 33 e imperador em 69.

### Outros
- Sulpícia, sogra de Espúrio Postúmio Albino, cônsul em 186 a.C.[33]
- Públio Sulpício Quirino, censor em 42 a.C. and cônsul sufecto em 36 a.C.[25]
- Sérvio Sulpício, mencionado por Horácio como autor de poemas românticos.
- Sulpícia, uma poeta, possivelmente filha de Sérvio Sulpício Rufo.
- Públio Sulpício Quirino, chamado de Quirínio, cônsul em 12 a.C. e depois governador da Síria.
- Sulpício Flavo, companheiro do imperador Cláudio, a quem ajudou na composição de suas obras históricas.[34]
- Sulpício Ásper, um centurião e um dos conspiradores contra Nero, descoberto e executado em 66.[35][36]
- Sulpício Floro, um soldado da infantaria que recebeu a cidadania romana na época de Galba e que depois participou na derrubada do imperador.
- Sulpício Blitão, um fonte citada por Cornélio Nepos.
- Sulpícia, uma poeta, elogiada por Marcial, e que provavelmente viveu perto do final do século I.
- Sulpícia Lepidina, esposa de Flávio Cerial, prefeito de uma coorte em Vindolanda, na Britânia, por volta de 103.
- Sulpício Apolinário, um gramático, amigo e contemporâneo de Aulo Gélio no século II.
- Sexto Sulpício Tértulo, cônsul em 158.[25]
- Sulpícia Mêmia, uma das três esposas de Alexandre Severo. Seu pai foi um homem de posição consular; o nome de seu avô era Cátulo.[37]
- Sulpícia Driantila, filha de Sulpício Polião e esposa do usurpador romano Regaliano durante a crise do terceiro século. Recebeu o título de augusta. Possivelmente foi assassinada com o marido em 260.
- Sulpício Luperco Sebasto, um poeta latino de quem nada se sabe, autor da elegia "De Cupiditate" da ode sáfica "De Vetustate".[38]
- Sulpício Severo, um historiador eclesiástico do final do século IV e início do V.

## Figuras cristãs posteriores
- São Sulpício, bispo de Bourges, morto em 644 a.C..